# Netta Engelhardt
Netta Engelhardt és una física teòrica israeliana-estatunidenca coneguda pels seus treballs per tal de resoldre la paradoxa de la informació d'un forat negre, que aborda el problema de la pèrdua aparent d'informació física d'objectes que entren dins forats negres i són transformats en Radiació de Hawking. Englehard és professora adjunta del departament de Físiques de l'MIT.

## Educació i carrera
Engelhardt va estudiar a Jerusalem i Boston, tot llicenciant-se a la Universitat de Brandeis el 2011 en física i matemàtiques. Va completar el seu doctorat a la Universitat de Califòrnia a Santa Barbara. La seva tesi doctoral del 2016, Geometria emergent d'entropia i causalitat, va ser supervisada per Gary Horowitz. Després d'una estada postdoctoral a la Universitat de Princeton, va arribar a l'MIT el 2019.
Engelhardt va guanyar el premi per a científics joves Blavatnik el 2019, i va rebre un dels Premis New Horizons in Physics el 2021, "per calcular el contingut d'informació quàntica d'un forat negre i la seva radiació".